# 穆耶龙勒卡普蒂夫
穆耶龙勒卡普蒂夫（法語：Mouilleron-le-Captif，法語發音：[mujʁɔ̃ lə kaptif]）是法国卢瓦尔河地区大区旺代省的一个市镇，位于该省中部，省会永河畔拉罗什西北，属于永河畔拉罗什区。

## 地理
穆耶龙勒卡普蒂夫（46°43'2"N, 1°27'20"W）面积19.73 平方千米，位于法国卢瓦尔河地区大区旺代省，该省份为法国西部沿海省份，北起大西洋卢瓦尔省和曼恩-卢瓦尔省，西临大西洋，南至滨海夏朗德省，东部及东南部与德塞夫勒省接壤。
与穆耶龙勒卡普蒂夫接壤的市镇（或旧市镇、城区）包括：永河畔栋皮埃尔、拉热内图兹、维河畔勒普瓦雷、永河畔拉罗什、沃南索。

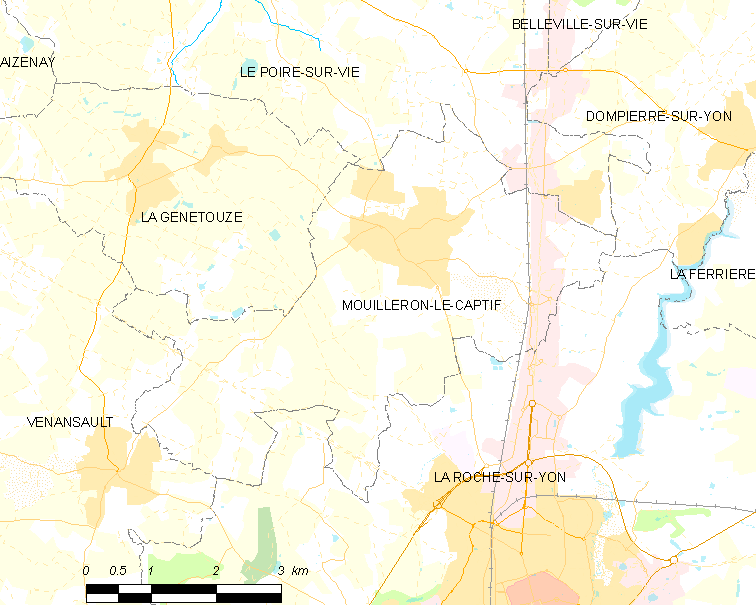
穆耶龙勒卡普蒂夫的OSM定位图

穆耶龙勒卡普蒂夫的时区为UTC+01:00、UTC+02:00（夏令时）。

## 行政
穆耶龙勒卡普蒂夫的邮政编码为85000，INSEE市镇编码为85155。

## 政治
穆耶龙勒卡普蒂夫所属的省级选区为永河畔拉罗什第一县。

## 人口

1962-2008年间穆耶龙勒卡普蒂夫人口变化图示

穆耶龙勒卡普蒂夫于2022年1月1日时的人口数量为5209人。